# Partido judicial de Priego de Córdoba
El partido judicial de Priego de Córdoba es uno de los 85 partidos judiciales en los que se divide la comunidad autónoma de Andalucía y creado por Real Decreto en 1983, como el número 9 de los doce partidos judiciales en que se divide la provincia de Córdoba, en España. La extensión del partido comprende 4 municipios con una superficie de 447,20 km² y sede en Priego de Córdoba. 

## Ámbito geográfico
El ámbito territorial, que viene regulado por el Real Decreto 529/1983, de 9 de marzo, comprende los municipios:
| Partido Judicial | Capital de partido | Municipios que comprende                                  |
| ---------------- | ------------------ | --------------------------------------------------------- |
| 9                | Priego de Córdoba  | Almedinilla, Carcabuey, Fuente-Tójar y Priego de Córdoba. |